# Penov Knoll
Der Penov Knoll (englisch; bulgarisch Пенова могила Penowa mogila) ist ein 155 m hoher und teilweise eisfreier Hügel auf Smith Island im Archipel der Südlichen Shetlandinseln. Er ragt 2,9 km nordöstlich des Matochina Peak auf dem Kap Smith am nordöstlichen Ausläufer der Imeon Range auf.
Bulgarische Wissenschaftler nahmen 2009 und 2017 Vermessungen des Hügels vor. Die bulgarische Kommission für Antarktische Geographische Namen benannte ihn 2025 nach Sascho Penow (* 1960), bulgarischer Minister für Erziehung und Wissenschaft von 2022 bis 2023, für dessen Unterstützung beim Kauf des Forschungsschiffs Heiliger Kyrill und Method.